# Háttatal
Hattatal (isländska Háttatal) eller Verslistan är en 102 strofer lång och märklig kungahyllning på vers, vilken avslutar Snorre Sturlassons bok Edda. Det märkliga med dikten är inte att den är lång, utan att Snorre använder sig av nytt versmått i varje strof - d.v.s. 102 stycken sammanlagt. Háttatal finns översatt till svenska i Karl G. Johansson och Mats Malms översättning av Snorres Edda från 1999. 